# South Wales Police
South Wales Police (wal. Heddlu De Cymru) – brytyjska formacja policyjna, pełniąca funkcję policji terytorialnej na obszarze walijskich jednostek administracyjnych Bridgend, Cardiff, Merthyr Tydfil, Neath Port Talbot, Rhondda Cynon Taf, Swansea i Vale of Glamorgan. Według stanu na 31 marca 2012, służba liczy 2907 funkcjonariuszy.

## Galeria

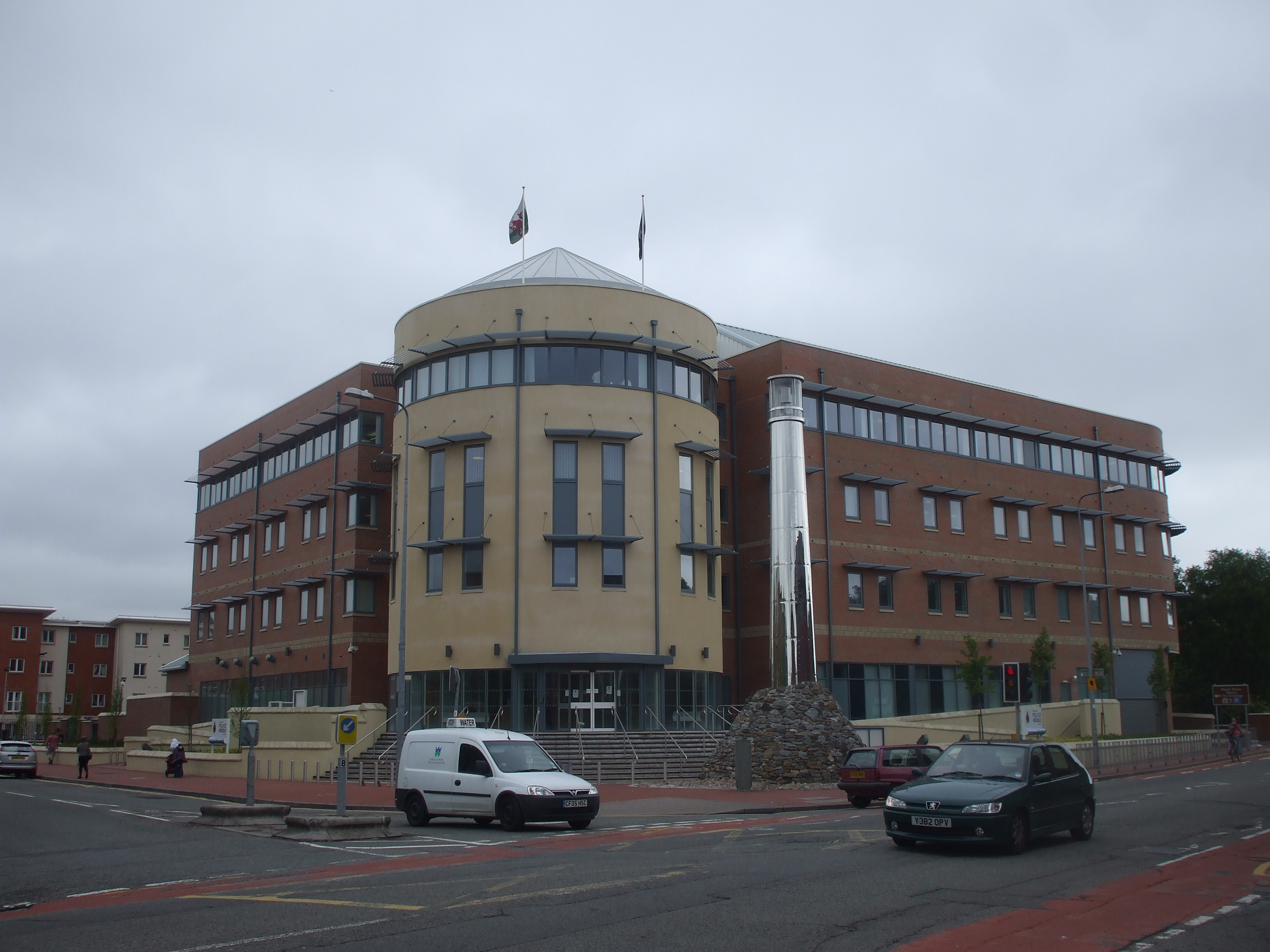
Komenda w Cardiff